# Campeonato Mundial de Halterofilismo de 2021 - Até 109 kg masculino
A categoria até 109 kg masculino foi um evento do Campeonato Mundial de Halterofilismo de 2021, disputado em Tasquente, no Uzbequistão, no dia 16 de dezembro de 2021. 

## Calendário
Horário local (UTC+5)
| Dia            | Horário | Fase    |
| -------------- | ------- | ------- |
| 16 de dezembro | 13:00   | Grupo B |
| 16 de dezembro | 16:00   | Grupo A |

## Medalhistas
| Evento    | Ouro                | Ouro   | Prata                   | Prata  | Bronze                  | Bronze |
| --------- | ------------------- | ------ | ----------------------- | ------ | ----------------------- | ------ |
| Arranque  | Akbar Djuraev (UZB) | 195 kg | Simon Martirosyan (ARM) | 188 kg | Ruslan Nurudinov (UZB)  | 185 kg |
| Arremesso | Akbar Djuraev (UZB) | 238 kg | Ruslan Nurudinov (UZB)  | 236 kg | Simon Martirosyan (ARM) | 228 kg |
| Total     | Akbar Djuraev (UZB) | 433 kg | Ruslan Nurudinov (UZB)  | 421 kg | Simon Martirosyan (ARM) | 416 kg |

## Recordes
Antes desta competição, o recorde mundial da prova era o seguinte:
| Recorde         | Tipo      | Atleta                  | Peso   | Local     | Data                  |
| Recorde Mundial | Arranque  | Yang Zhe (CHN)          | 200 kg | Tasquente | 24 de abril de 2021   |
| Recorde Mundial | Arremesso | Ruslan Nurudinov (UZB)  | 241 kg | Tasquente | 24 de abril de 2021   |
| Recorde Mundial | Total     | Simon Martirosyan (ARM) | 435 kg | Asgabade  | 9 de novembro de 2018 |

## Resultado
Os resultados foram os seguintes. 
| Pos.              | Atleta                      | Grupo | Arranque (kg) | Arranque (kg) | Arranque (kg) | Arranque (kg)     | Arremesso (kg) | Arremesso (kg) | Arremesso (kg) | Arremesso (kg)    | Total |
| Pos.              | Atleta                      | Grupo | 1             | 2             | 3             | Resultado         | 1              | 2              | 3              | Resultado         | Total |
| ----------------- | --------------------------- | ----- | ------------- | ------------- | ------------- | ----------------- | -------------- | -------------- | -------------- | ----------------- | ----- |
| Medalha de ouro   | Akbar Djuraev (UZB)         | A     | 187           | 192           | 195           | Medalha de ouro   | 226            | 232            | 238            | Medalha de ouro   | 433   |
| Medalha de prata  | Ruslan Nurudinov (UZB)      | A     | 185           | 185           | 189           | Medalha de bronze | 227            | 236            | 242            | Medalha de prata  | 421   |
| Medalha de bronze | Simon Martirosyan (ARM)     | A     | 188           | 193           | 196           | Medalha de prata  | 228            | 237            | 237            | Medalha de bronze | 416   |
| 4                 | Hristo Hristov (BUL)        | A     | 170           | 176           | 178           | 5                 | 200            | 206            | 210            | 6                 | 388   |
| 5                 | Ian Wilson (USA)            | A     | 170           | 175           | 178           | 6                 | 205            | 210            | 214            | 5                 | 385   |
| 6                 | Amir Azizi (IRI)            | A     | 166           | 171           | 176           | 8                 | 198            | 208            | 128            | 8                 | 379   |
| 7                 | Alireza Soleimani (IRI)     | A     | 172           | 172           | 179           | 4                 | 195            | 206            | 206            | 11                | 374   |
| 8                 | Ryunosuke Mochida (JPN)     | A     | 165           | 172           | 172           | 9                 | 208            | 215            | 215            | 7                 | 373   |
| 9                 | Sargis Martirosjan (AUT)    | A     | 172           | 172           | 173           | 7                 | 195            | 195            | —              | 12                | 368   |
| 10                | Junior Ngadja (CMR)         | B     | 150           | 156           | 160           | 11                | 195            | 200            | 205            | 9                 | 360   |
| 11                | Hannes Keskitalo (FIN)      | B     | 145           | 150           | 155           | 14                | 187            | 188            | 199            | 10                | 349   |
| 12                | Lovepreet Singh (IND)       | B     | 151           | 157           | 161           | 10                | 180            | 186            | 187            | 16                | 348   |
| 13                | Stefan Ågren (SWE)          | A     | 155           | 155           | 160           | 12                | 190            | 200            | 202            | 14                | 345   |
| 14                | Jackson Roberts-Young (AUS) | B     | 145           | 145           | 145           | 17                | 188            | 192            | 204            | 13                | 337   |
| 15                | Richard Davidson (CAN)      | B     | 140           | 144           | 148           | 15                | 183            | 188            | 196            | 15                | 336   |
| 16                | Noah Santavy (CAN)          | B     | 147           | 151           | 155           | 13                | 182            | 186            | 187            | 18                | 333   |
| 17                | Hanzala Dastagir Butt (PAK) | B     | 145           | 150           | 150           | 16                | 182            | 182            | 192            | 19                | 327   |
| 18                | Linas Kvietkauskis (LTU)    | B     | 135           | 135           | 141           | 18                | 175            | 181            | 181            | 20                | 310   |
| —                 | Rafael Cerro (COL)          | A     | 165           | 165           | 165           | —                 | 202            | 210            | 216            | 4                 | —     |
| —                 | Arnas Šidiškis (LTU)        | B     | 155           | 155           | 155           | —                 | 185            | 185            | 190            | 17                | —     |
| —                 | Jiří Gasior (CZE)           | B     | —             | —             | —             | —                 | —              | —              | —              | —                 | —     |